# 屈折異常眼の完全矯正値
屈折異常眼の完全矯正値（くっせついじょうがんのかんぜんきょうせいち）とは、

## 目的
屈折異常眼の完全矯正の目的は、（無矯正）正視眼状態と同じ状態を遠用矯正度数によって獲得することである。

## 正視眼の定義
正視眼の定義は、無調節状態で遠方視した時に無限遠方から視軸に平行に入射した光線が網膜上に焦点を結ぶ状態となる。すなわち、遠点＝無限遠の状態である。

## 問題点
視力検査時の検査距離に於ける問題点について、実際には視力検査の現場で検査距離を無限遠方とする事が不可能である為、便宜上、室内での可能な現実的な検査距離を考慮して5ｍないし3ｍを無限遠方と仮定して臨床上の検査を実施している。
仮に、100ｍ、1000ｍ先に設置した視力表を使用しての視力検査等が可能であれば屈折異常眼の完全矯正値は正視眼に限りなく近いといえるが、そのようなことは現実的でない。

## 誤差
検査距離に於ける実際の誤差は、屋内での検査距離は物理光学上、5ｍでは+0.20D、3ｍでは+0.33Dの誤差が生じる。

### 矯正誤差
近視眼と遠視眼での矯正誤差について、検査距離 5ｍでは近視眼では-0.20Dの低補正、遠視眼では+0.20Dの過矯正となる。
これは低矯正に慣れた近視眼での矯正値ではあまり問題とならないが、遠視眼と、その状態に近い過矯正された近視眼では大きな問題となる可能性がある。

## 注意点
元々軽度の遠視眼においては、裸眼視力及び矯正視力が1.5ないし2.0の場合が多く、視感度的にシビアな感性を持っているため、検査距離5ｍで完全矯正値を処方すると、5ｍ以遠ではピントが合わず矯正視力が不良となる。視力検査後の室内（路面店、及びインショップ店内）での装用テストで良好でも、その度数で眼鏡を作成した場合に実際の生活の中で10 m先、100 m先の視力が不良となり、クレームとなる可能性が高くなる。これは軽度の遠視眼と同じ状態となる近視眼の現用過矯正メガネからの度数調整でも同様の可能性を生じる。
眼科学の教科書での屈折異常眼の完全矯正値は、近視眼では最高視力を得る最弱度数、遠視眼では最高視力を得る最強度数となる。
しかし、仮に遠視眼で検査距離5 mでの完全矯正値を+0.25Dの低補正にした時、未補正値は+0.05Dである。同じく近視眼では-0.25Dの過矯正にした時、過矯正値は-0.05Dとなる。これらの場合、特に遠見時に限定すれば実生活での影響は遥かに低く抑えられる。
しかし、かなり稀な事例だが、遠視眼等の低補正値に於いても100ｍ以上の遠方視に不満を感ずる事がある。裸眼視力が1.0～2.0等良好で矯正度数が＋0.25Ｄ等の場合、検査距離5ｍでは低補正値でも、100m以遠では+0.05Ｄの遠視過矯正となるため、遠見視力が不良になるのである。
屈折異常眼の完全矯正、及び装用値の決定は眼科学及び眼鏡学でも重視されているが、検査距離5ｍでの便宜上の臨床技法だけでなく物理光学的な考慮も不可欠である。
小児の主に遠視眼の弱視治療を目的とする屈折異常矯正は、上記の大人の遠視眼の屈折矯正とは全く違う意味と目的を持つ。頑強な調節力を持つ小児の遠視眼の屈折矯正に於いて最大限に注意を払うのは、低補正状態での処方では理想的な治療目的を果たせないことである。検査距離5ｍでの屈折矯正後の遠点が無限遠でなく眼前の有限上であったとしても、有限上に焦点があることによって視力の発育補助の目的は達成されると考えられる。
遠近両用眼鏡の、現用眼鏡での過・低矯正値の屈折矯正時、累進レンズによる遠近両用眼鏡における近視眼の遠用部での過矯正の屈折矯正の注意点は、現用眼鏡の使用時において本来の遠見時の使用位置では負担が強く見辛いため、その下の度数が弱い中間部分で見る事によって最良の視力を得ている事があることである。この場合、今まで過矯正度数でも無限遠方を見たときに視線をレンズの下方に持っていくことによって最良のピントを得られたのに、新たな矯正値により検査距離５ｍでそれより遠方の視力が得られない不具合が生じてクレームとなる可能性が高まる。遠用部が近視低矯正となっている遠近両用眼鏡からの度数調整では問題がなくとも、遠用部が近視過矯正となっている遠近両用眼鏡からの度数調整には注意が必要である。
これと同じことが遠視眼の低矯正現用眼鏡の場合にも生じる。遠視眼の低矯正の累進レンズによる遠近両用の場合も、レンズ下部で見た時に遠方視力のピントが合う場合があり、5ｍでの完全矯正値を処方した場合、レンズのどこで見ても5ｍ以遠にピントが合わないという不具合が生じる。
検査距離（5ｍ）＝無限遠ではないということを念頭に、累進レンズによる遠近両用眼鏡の矯正にも注意が必要である。